# Bufotenin
Bufotenin, známý také jako 5-hydroxy-N,N-dimethyltryptamin, 5-hydroxy-DMT (5-OH-DMT) nebo dimethylserotonin, je tryptamin příbuzný neurotransmiteru serotoninu. Tento halucinogenní alkaloid může být nalezen v celé řadě rostlin, ale původně byl izolován z výměšků ropuch, zejména ropuchy koloradské (Bufo alvarius), spadá tedy do skupiny bufotoxinů.
Bufotenin má téměř identickou chemickou strukturou s dalším halucinogenem – psilocinem. Liší se pouze pozicí hydroxylové (-OH) skupiny na indolovém jádře. Další podobnou látkou se silnějšími účinky je 5-MeO-DMT, která se od bufoteninu liší jednou methylovou skupinou.

## Ropuchy
Tento jed se může užívat kouřením usušené žabí kůže nebo olizováním živých žab. Několik uživatelů jedu se již otrávilo, když místo ropuchy coloradské olizovali ropuchu obrovskou (Bufo marinus). Výměšky tohoto druhu však kromě bufoteninu obsahují i silné srdeční steroidy, které mohou způsobit infarkt. Směs látek na kůži ropuchy koloradské však také může způsobit srdeční zástavu.

## Anadenanthera
Bufotenin obsahují plody stromů rodu Anadenanthera, z jejichž semen domorodci z Amazonie vyrábějí halucinogenní prášek, plodům těchto stromů se proto říká „kouzelné fazole“. Prášek z bobulí stromu Anadenanthera colubrina se nazývá cebil nebo vilca, ze stromu Anadenanthera peregrina yopo a cohoba. Prášek se používal k rituálnímu šňupání, ve směsi ke kouření a inčtí kouzelníci do nápoje chicha, jehož použitím se spojovali se zlými duchy a ptali se jich na budoucnost.
Podle archeologických nálezů Indiáni na území Argentiny a Peru tuto drogu užívali minimálně už před 4 500 lety.

## Muchomůrky
Nalézá se taktéž v muchomůrce citrónové a porfýrové.